# Radana vas
Radana vas este o localitate din comuna Zreče, Slovenia, cu o populație de 140 de locuitori.